# Derivada de la aplicación exponencial

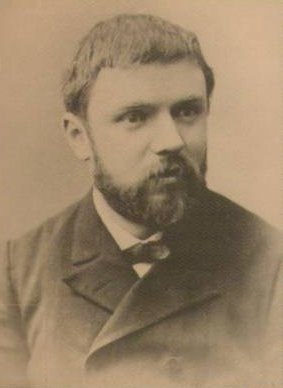
En 1899, las investigaciones de Henri Poincaré sobre la multiplicación sobre grupos en términos algebraicos de Lie lo llevaron a la formulación del álgebra envolvente universal

En la teoría de los grupos de Lie, la aplicación exponencial es una correspondencia del álgebra de Lie g de un grupo de Lie G sobre G. En el caso de que G sea un grupo de Lie matricial, la aplicación exponencial se reduce a la matriz exponencial. La aplicación exponencial, denotada exp:g → G, es analítica y tiene como derivada ddtexp(X(t)):Tg → TG, donde X(t) es una ruta C1 en el álgebra de Lie, y un diferencial estrechamente relacionado dexp:Tg → TG.
La fórmula para obtener dexp fue probada por primera vez por Friedrich Schur (1891). Más tarde fue elaborada por Henri Poincaré (1899) en el contexto del problema de expresar la multiplicación de grupos de Lie usando términos algebraicos de Lie. También se conoce a veces como la fórmula de Duhamel. 
La fórmula es importante tanto en matemática pura como aplicada. Entra en pruebas de teoremas como la fórmula de Baker-Campbell-Hausdorff, y se usa con frecuencia en física, tanto en la teoría de campos cuánticos, como en la expansión de Magnus en la teoría de perturbaciones y en la teoría de calibre de retículas. 
En todo momento, las notaciones exp(X) y eX se usarán indistintamente para denotar el exponencial dado un argumento, excepto cuando, como se señaló, las notaciones tienen significados distintos. Aquí se prefiere la notación utilizada en el cálculo para una mejor legibilidad de las ecuaciones. Por otro lado, el estilo exp es a veces más conveniente para las ecuaciones en línea, y es necesario en las raras ocasiones en las que hay que hacer una distinción real. 

## Declaración
La derivada de la aplicación exponencial está dada por
| {\displaystyle {\frac {d}{dt}}e^{X(t)}=e^{X}{\frac {1-e^{-\mathrm {ad} _{X}}}{\mathrm {ad} _{X}}}{\frac {dX(t)}{dt}}.} (1) |
Explicación
- X = X(t) es un camino C1 (continuamente diferenciable) en el álgebra de Lie con derivada X ´(t) = dX(t)dt. El argumento t se omite donde no es necesario.
- adX es la transformación lineal del álgebra de Lie dada por adX(Y) = [X, Y]. Es la acción contigua de un álgebra de Lie sobre sí misma.
- La fracción 1 − exp(−adX)adX viene dada por la serie de potencias

| {\displaystyle {\frac {1-e^{-\mathrm {ad} _{X}}}{\mathrm {ad} _{X}}}=\sum _{k=0}^{\infty }{\frac {(-1)^{k}}{(k+1)!}}(\mathrm {ad} _{X})^{k}.} | \| \| \| \| \| \| \| \| | (2) |
| |                         |     |
| |                         |     |

derivada de la serie de potencias de la aplicación exponencial de un endomorfismo lineal, como en la exponenciación matricial.
- Cuando G es un grupo de Lie matricial, todas las ocurrencias de la exponencial están dadas por su expansión en serie de potencias.
- Cuando G no es un grupo de Lie matricial, 1 − exp(−adX)adX todavía puede expresarse por su serie de potencias (2), mientras que las otras dos apariciones de exp en la fórmula, que se corresponden con la aplicación exponencial en la teoría de Lie, referida al flujo de un tiempo del campo vectorial invariante izquierdo X, es decir, elemento del álgebra de Lie como se define en el caso general, en el grupo de Lie G visto como una variedad analítica. Esto todavía equivale exactamente a la misma fórmula que en el caso de la matriz.
- La fórmula se aplica al caso donde exp se considera como una aplicación en el espacio de la matriz sobre ℝ o ℂ (véase matriz exponencial). Cuando G = GL(n, ℂ) o GL(n, ℝ), las nociones coinciden exactamente.

Para calcular el diferencial dexp de exp en X, dexpX:TgX → TGexp(X), empleando la fórmula estándar
{\displaystyle d\exp _{X}Y=\left.{\frac {d}{dt}}e^{Z(t)}\right|_{t=0},Z(0)=X,Z'(0)=Y}
Con Z(t) = X + tY el resultado
| {\displaystyle d\exp _{X}Y=e^{X}{\frac {1-e^{-\mathrm {ad} _{X}}}{\mathrm {ad} _{X}}}Y} | \| \| \| \| \| \| \| \| | (3) |
|                                                                                         |                         |     |
|                                                                                         |                         |     |

se sigue inmediatamente de (1). En particular, dexp0:Tg0 → TGexp(0) = TGe es la identidad porque TgX ≃ g (ya que g es un espacio vectorial) y TGe ≃ g.

## Demostración
La prueba dada a continuación asume un grupo de Lie matricial. Esto significa que la aplicación exponencial del álgebra de Lie al grupo de Lie matricial está dado por la serie de potencias habitual, es decir, la exponenciación de la matriz. La conclusión de la prueba aún se mantiene en el caso general, siempre que cada aparición de exp se interprete correctamente. Véanse los comentarios sobre el caso general que figuran más adelante. 
El esquema de la demostración hace uso de la técnica de diferenciación con respecto a s de la expresión parametrizada 
{\displaystyle \Gamma (s,t)=e^{-sX(t)}{\frac {\partial }{\partial t}}e^{sX(t)}}
para obtener una ecuación diferencial de primer orden para Γ que luego se puede resolver mediante la integración directa en s. La solución es entonces eX Γ(1, t). 
Lema

Sea Ad la representación adjunta del grupo respecto a su álgebra de Lie. La acción está dada por AdAX = AXA−1 para A ∈ G, X ∈ g. Una relación habitualmente utilizada entre Ad y ad se expresa como
| {\displaystyle \mathrm {Ad} _{e^{X}}=e^{\mathrm {ad} _{X}},~~X\in {\mathfrak {g}}~.} (4) |
Demostración

Usando la regla del producto dos veces, se obtiene que 
{\displaystyle {\frac {\partial \Gamma }{\partial s}}=e^{-sX}(-X){\frac {\partial }{\partial t}}e^{sX(t)}+e^{-sX}{\frac {\partial }{\partial t}}[X(t)e^{sX(t)}]=e^{-sX}{\frac {dX}{dt}}e^{sX}.}
Entonces se observa que 
{\displaystyle {\frac {\partial \Gamma }{\partial s}}=\mathrm {Ad} _{e^{-sX}}X'=e^{-\mathrm {ad} _{sX}}X',}
según se expresa en (4). Integrando, se obtiene 
{\displaystyle \Gamma (1,t)=e^{-X(t)}{\frac {\partial }{\partial t}}e^{X(t)}=\int _{0}^{1}{\frac {\partial \Gamma }{\partial s}}ds=\int _{0}^{1}e^{-\mathrm {ad} _{sX}}X'ds.}
Usando la serie de potencias formal para expandir la exponencial, integrando término por término y finalmente reconociendo (2), 
{\displaystyle \Gamma (1,t)=\int _{0}^{1}\sum _{k=0}^{\infty }{\frac {(-1)^{k}s^{k}}{k!}}(\mathrm {ad} _{X})^{k}{\frac {dX}{dt}}ds=\sum _{k=0}^{\infty }{\frac {(-1)^{k}}{(k+1)!}}(\mathrm {ad} _{X})^{k}{\frac {dX}{dt}}={\frac {1-e^{-\mathrm {ad} _{X}}}{\mathrm {ad} _{X}}}{\frac {dX}{dt}},}
de lo que se obtiene el resultado. La prueba, como se presenta aquí, es esencialmente la que se da en Rossmann (2002). Una prueba con un carácter más algebraico se puede encontrar en Hall (2015).
| Aproximación formal directa |
| Mediante la diferenciación directa de la definición de límite estándar de la exponencial, e intercambiando el orden de diferenciación y límite, {\displaystyle {\begin{aligned}{\frac {d}{dt}}e^{X(t)}&=\lim _{N\to \infty }{\frac {d}{dt}}\left(1+{\frac {X(t)}{N}}\right)^{N}\\&=\lim _{N\to \infty }\sum _{k=1}^{N}\left(1+{\frac {X(t)}{N}}\right)^{N-k}{\frac {1}{N}}{\frac {dX(t)}{dt}}\left(1+{\frac {X(t)}{N}}\right)^{k-1}~~~,\end{aligned}}} donde cada factor debe su lugar a la no conmutatividad de X(t) y X ´(t). Dividiendo el intervalo de la unidad en secciones N Δs = ΔkN (Δk = 1 ya que los índices de suma son enteros) y teniendo en cuenta que N → ∞, Δk → dk, kN → s, Σ → ∫, resulta que {\displaystyle {\begin{aligned}{\frac {d}{dt}}e^{X(t)}&=\int _{0}^{1}e^{(1-s)X}X'e^{sX}ds\\&=e^{X}\int _{0}^{1}\mathrm {Ad} _{e^{-sX}}X'ds\\&=e^{X}\int _{0}^{1}e^{-\mathrm {ad} _{sX}}dsX'\\&=e^{X}{\frac {1-e^{-ad_{X}}}{ad_{X}}}{\frac {dX}{dt}}.\end{aligned}}} La virtud de una prueba formal como esta es que indica cuál "debe" ser la respuesta correcta , siempre que exista. La existencia debe demostrarse por separado en cada caso. |

### Comentarios sobre el caso general
La fórmula en el caso general viene dada por
{\displaystyle {\frac {d}{dt}}\mathrm {exp} (C(t))=\mathrm {exp} (C)\phi (-\mathrm {ad} (C))C~',}
donde
{\displaystyle \phi (z)={\frac {e^{z}-1}{z}}=1+{\frac {1}{2!}}z+{\frac {1}{3!}}z^{2}+\cdots ,}
que se reduce formalmente a 
{\displaystyle {\frac {d}{dt}}\mathrm {exp} (C(t))=\mathrm {exp} (C){\frac {1-e^{-\mathrm {ad} _{C}}}{\mathrm {ad} _{C}}}{\frac {dC(t)}{dt}}.}
Aquí la notación exp se usa para la aplicación exponencial del álgebra de Lie y la notación de cálculo en la fracción indica la expansión formal en serie habitual. Para obtener más información y dos pruebas completas en el caso general, consúltese la referencia de Sternberg (2004) disponible gratuitamente.

## Aplicaciones

### Comportamiento local de la aplicación exponencial
El teorema de la función inversa junto con la derivada de la aplicación exponencial proporciona información sobre el comportamiento local de exp. Cualquier Ck, 0 ≤ k ≤ ∞, ω que aplica f entre espacios vectoriales (considerando primero los grupos de Lie matriciales) tiene un inverso de Ck tal que f es una biyección de Ck en un conjunto abierto alrededor de un punto x en el dominio proporcionado dfx que es invertible. De (3) se deduce que esto sucederá precisamente cuando 
{\displaystyle {\frac {1-e^{\mathrm {ad_{X}} }}{\mathrm {ad} _{X}}}}
es invertible. Esto, a su vez, ocurre cuando los valores propios de este operador son todos distintos de cero. Los valores propios de 1 − exp(−adX)adX están relacionados con los de adX de la siguiente manera. Si g es una función analítica de una variable compleja expresada mediante una serie de potencias tal que g(U) para una matriz U converge, entonces los valores propios de g(U) serán g(λij) (donde λij son los valores propios de U, el subíndice doble se aclara a continuación). En el presente caso con g(U) = 1 − exp(−U)U y U = adX, los valores propios de 1 − exp(−adX)adX son 
{\displaystyle {\frac {1-e^{-\lambda _{ij}}}{\lambda _{ij}}},}
donde λij son los valores propios de adX. Poniendo 1 − exp(−λij)λij = 0 se ve que dexp es invertible precisamente cuando 
{\displaystyle \lambda _{ij}\neq k2\pi i,k=\pm 1,\pm 2,\ldots .}
Los valores propios de adX están, a su vez, relacionados con los de X. Sean λi los valores propios de X. Fijada una base ordenada ei del espacio vectorial subyacente V de manera que X sea triangular inferior, entonces 
{\displaystyle Xe_{i}=\lambda _{i}e_{i}+\cdots ,}
con los términos restantes múltiplos de en con n > i. Sea Eij la base correspondiente para el espacio matricial, es decir (Eij)kl = δikδjl. Ordénese esta base de manera que Eij < Enm si i − j < n − m. Se verifica que la acción de adX viene dada por 
{\displaystyle \mathrm {ad} _{X}E_{ij}=(\lambda _{i}-\lambda _{j})E_{ij}+\cdots \equiv \lambda _{ij}E_{ij}+\cdots ,}
con los términos restantes múltiplos de Emn > Eij. Esto significa que adX es triangular inferior con sus valores propios λij = λi − λj en la diagonal. La conclusión es que dexpX es invertible, por lo tanto, exp es una biyección bianalítica local alrededor de X, cuando los valores propios de X satisfacen que
{\displaystyle \lambda _{i}-\lambda _{j}\neq k2\pi i,\quad k=\pm 1,\pm 2,\ldots ,\quad 1\leq i,j\leq n=\mathrm {dim} V.}
En particular, en el caso de los grupos de Lie matriciales, se deduce, dado que dexp0 es invertible, por el teorema de la función inversa, que exp es una biyección bi-analítica en una vecindad de 0 ∈ g en el espacio matricial. Además, exp, es una biyección bi-analítica de una vecindad de 0 ∈ g en g a una vecindad de e ∈ G. La misma conclusión es válida para los grupos de Lie generales que utilizan la versión múltiple del teorema de la función inversa. 
También se desprende del teorema de la función implícita que la propia dexpξ es invertible para ξ suficientemente pequeño.

### Deducción de la fórmula de Baker-Campbell-Hausdorff
Si Z(t) se define de modo que 
{\displaystyle e^{Z(t)}=e^{X}e^{tY},}
una expresión para Z(1) = log( expX expY ), la fórmula BCH, se puede deducir de la fórmula anterior, 
{\displaystyle \exp(-Z(t)){\frac {d}{dt}}\mathrm {exp} (Z(t))={\frac {1-e^{-\mathrm {ad} _{Z}}}{\mathrm {ad} _{Z}}}Z'(t).}
Es fácil ver que su lado izquierdo es igual a Y. Así, 
{\displaystyle Y={\frac {1-e^{-\mathrm {ad} _{Z}}}{\mathrm {ad} _{Z}}}Z'(t),}
y por lo tanto, formalmente,
{\displaystyle Z'(t)={\frac {\mathrm {ad} _{Z}}{1-e^{-\mathrm {ad} _{Z}}}}Y\equiv \psi (e^{\mathrm {ad} _{Z}})Y,\quad \psi (w)={\frac {w\log w}{w-1}}=1+\sum _{m=1}^{\infty }{\frac {(-1)^{m+1}}{m(m+1)}}(w-1)^{m},||w||<1.}
Sin embargo, utilizando la relación entre Ad y ad dada por (4), es sencillo ver que 
{\displaystyle e^{\mathrm {ad} _{Z}}=e^{\mathrm {ad} _{X}}e^{t\mathrm {ad} _{Y}}}
y por lo tanto 
{\displaystyle Z'(t)=\psi (e^{\mathrm {ad} _{X}}e^{t\mathrm {ad} _{Y}})Y.}
Poniendo esto en la forma de una integral en t entre 0 y 1, se obtiene 
{\displaystyle Z(1)=\log(\exp X\exp Y)=X+\left(\int _{0}^{1}\psi \left(e^{\operatorname {ad} _{X}}~e^{t\,{\text{ad}}_{Y}}\right)\,dt\right)\,Y,}
una fórmula integral para Z(1) que es más manejable en la práctica que la fórmula explícita de serie de Dynkin, debido a la simplicidad de la expansión de la serie de ψ. Téngase en cuenta que esta expresión consiste en X+Y y sus conmutadores anidados con X o Y. Una prueba en este sentido se puede encontrar en los libros de texto de Hall (2015) y Miller (1972). 

### Deducción de la fórmula en serie de Dynkin

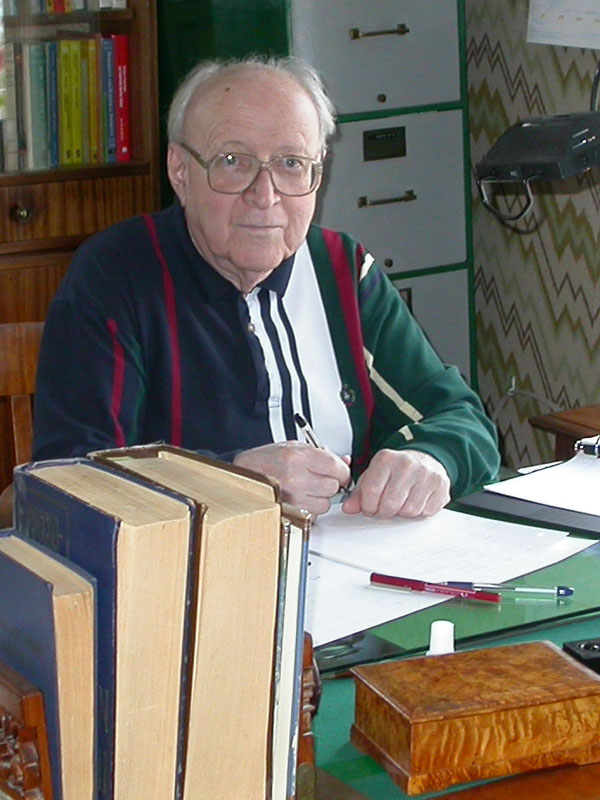
Eugene Dynkin en su casa, en 2003. En 1947, Dynkin probó la fórmula explícita de la serie BCH. Poincaré, Baker, Campbell y Hausdorff se preocuparon principalmente por la existencia de una serie de corchetes, que es suficiente en muchas aplicaciones, por ejemplo, para probar resultados centrales en la correspondencia de Lie. (Foto cortesía de la Colección Dynkin)

La fórmula de Dynkin mencionada también puede derivarse de manera análoga, comenzando por la extensión paramétrica 
{\displaystyle e^{Z(t)}=e^{tX}e^{tY},}
de donde 
{\displaystyle e^{-Z(t)}{\frac {de^{Z(t)}}{dt}}=e^{-t\,\mathrm {ad} _{Y}}X+Y~,}
para que, usando la fórmula general anterior, 
{\displaystyle Z'={\frac {\mathrm {ad} _{Z}}{1-e^{-\mathrm {ad} _{Z}}}}~(e^{-t\,\mathrm {ad} _{Y}}X+Y)={\frac {\mathrm {ad} _{Z}}{e^{\mathrm {ad} _{Z}}-1}}~(X+e^{t\,\mathrm {ad} _{X}}Y)~.}
Como, sin embargo, 
{\displaystyle {\begin{aligned}\mathrm {ad_{Z}} &=\mathrm {log} (\mathrm {exp(\mathrm {ad} _{Z})} )=\mathrm {log} (1+(\mathrm {exp(\mathrm {ad} _{Z})-1)} )\\&=\sum \limits _{n=1}^{\infty }{\frac {(-)^{n+1}}{n}}(\exp(\mathrm {ad} _{Z})-1)^{n}~,\quad ||\mathrm {ad} _{Z}||<\log 2~~,\end{aligned}}}
el último paso en virtud de la expansión de la serie de Mercator, se deduce que 
| {\displaystyle Z'=\sum \limits _{n=1}^{\infty }{\frac {(-)^{n-1}}{n}}(e^{\mathrm {ad} _{Z}}-1)^{n-1}~(X+e^{t\,\mathrm {ad} _{X}}Y)~,} | \| \| \| \| \| \| \| \| | (5) |
| |                         |     |
| |                         |     |

y, por lo tanto, integrando, 
{\displaystyle Z(1)=\int _{0}^{1}dt~{\frac {dZ(t)}{dt}}=\sum \limits _{n=1}^{\infty }{\frac {(-)^{n-1}}{n}}\int _{0}^{1}dt~(e^{t\,\mathrm {ad} _{X}}e^{t\mathrm {ad} _{Y}}-1)^{n-1}~(X+e^{t\,\mathrm {ad} _{X}}Y)~.}

En este punto es evidente que la afirmación cualitativa de la fórmula BCH es válida, a saber, que Z se encuentra en el álgebra de Lie generada por X, Y y se puede expresar como una serie entre paréntesis repetidos (A). Para cada k, los términos de cada partición de los mismos se organizan dentro de la integral ∫dt tk−1. La fórmula de Dynkin resultante es entonces 
| {\displaystyle Z=\sum _{k=1}^{\infty }{\frac {(-1)^{k-1}}{k}}\sum _{s\in S_{k}}{\frac {1}{i_{1}+j_{1}+\cdots +i_{k}+j_{k}}}{\frac {[X^{(i_{1})}Y^{(j_{1})}\cdots X^{(i_{k})}Y^{(j_{k})}]}{i_{1}!j_{1}!\cdots i_{k}!j_{k}!}},\quad i_{r},j_{r}\geq 0,\quad i_{r}+j_{r}>0,\quad 1\leq r\leq k.} |

 Para una prueba similar con expansiones de series detalladas, véase Rossmann (2002). Para obtener detalles completos, haga clic en "Mostrar" a continuación. 
| {\displaystyle {\frac {dZ}{dt}}=\sum _{k=0}^{\infty }{\frac {(-1)^{k}}{k+1}}\left\{(e^{\mathrm {ad} _{tX}}e^{\mathrm {ad} _{tY}}-1)^{k}X+(e^{\mathrm {ad} _{tX}}e^{\mathrm {ad} _{tY}}-1)^{k}e^{\mathrm {ad} _{tX}}Y\right\}} | \| \| \| \| \| \| \| \| | (97) |
| |                         |      |
| |                         |      |

|  |  |  |
|  |  |  |

| {\displaystyle \log(e^{X}e^{Y})=\sum _{k=1}^{\infty }{\frac {(-1)^{k+1}}{k}}{(e^{X}e^{Y}-I)}^{k}=\sum _{k=1}^{\infty }{\frac {(-1)^{k+1}}{k}}\left({\sum _{i=0}^{\infty }{\frac {X^{i}}{i!}}\sum _{j=0}^{\infty }{\frac {Y^{j}}{j!}}-I}\right)^{k}=\sum _{k=1}^{\infty }{\frac {(-1)^{k+1}}{k}}\left(\sum _{i,j\geq 0,i+j>1}^{\infty }{\frac {X^{i}Y^{j}}{i!j!}}\right)^{k}.} | \| \| \| \| \| \| \| \| | (98) |
| |                         |      |
| |                         |      |

|  |  |  |
|  |  |  |

| {\displaystyle Z=\log(e^{X}e^{Y})=\sum _{k=1}^{\infty }{\frac {(-1)^{k+1}}{k}}\sum _{s\in S_{k}}{\frac {X^{i_{1}}Y^{j_{1}}\cdots X^{i_{k}}Y^{j_{k}}}{i_{1}!j_{1}!\cdots i_{k}!j_{k}!}},\quad i_{r},j_{r}\geq 0,\quad i_{r}+j_{r}>0,\quad 1\leq r\leq k,} (99) |

| {\displaystyle Z=\sum _{k=0}^{\infty }{\frac {(-1)^{k}}{k+1}}\sum _{s\in S_{k+1}}{\frac {1}{i_{1}+j_{1}+\cdots +i_{k}+j_{k}+i_{k+1}+j_{k+1}}}{\frac {[X^{(i_{1})}Y^{(j_{1})}\cdots X^{(i_{k})}Y^{(j_{k})}X^{(i_{k+1})}Y^{(j_{k+1})}]}{i_{1}!j_{1}!\cdots i_{k}!j_{k}!i_{k+1}!j_{k+1}!}},\quad i_{r},j_{r}\geq 0,\quad i_{r}+j_{r}>0,\quad 1\leq r\leq k+1,} | \| \| \| \| \| \| \| \| | (100) |
| |                         |       |
| |                         |       |

|  |  |  |
|  |  |  |

| {\displaystyle Z=\log e^{X}e^{Y}=\sum _{k=1}^{\infty }{\frac {(-1)^{k-1}}{k}}\sum _{s\in S_{k}}{\frac {1}{i_{1}+j_{1}+\cdots +i_{k}+j_{k}}}{\frac {[X^{(i_{1})}Y^{(j_{1})}\cdots X^{(i_{k})}Y^{(j_{k})}]}{i_{1}!j_{1}!\cdots i_{k}!j_{k}!}},~i_{r},j_{r}\geq 0,~i_{r}+j_{r}>0,~1\leq r\leq k.} |

| {\displaystyle X^{i_{1}}Y^{j_{1}}\cdots X^{i_{k}}Y^{j_{k}}={\frac {[X^{(i_{1})}Y^{(j_{1})}\cdots X^{(i_{k})}Y^{(j_{k})}]}{i_{1}+j_{1}+\cdots +i_{k}+j_{k}}}.} | \| \| \| \| \| \| \| \| | (B) |
| |                         |     |
| |                         |     |

|  |  |  |
|  |  |  |